# Face Cream
 (juin 2018).
Pour les articles homonymes, voir Cream (homonymie).
Face Cream est un groupe argentin de rock alternatif, originaire de La Plata, dans la province de Buenos Aires. Il est formé en 2005, et a parcouru tout le circuit de sa ville natale, joué à Buenos Aires et au Grand Buenos Aires, partageant la scène avec des groupes tels que Carajo, Eruca Sativa, Massacre, Three Days Grace, Utopians, Connor Questa, Smitten et Los Tipitos.

## Historique

### Débuts etÚvula
Le groupe est formé en 2005. À ses débuts, il joue plusieurs concerts locaux et enregistre plusieurs démos distribuées lors de ses concerts. Les groupes ayant influencé Face Cream sont principalement issus des années 1990 : Pearl Jam, Nirvana, Foo Fighters, et Incubus.
Leur premier album, intitulé Úvula, est publié en 2011. Il est enregistré indépendamment aux studios Argot de La Plata. La particularité de ce premier album du groupe est que toutes les chansons sont écrites en anglais car, selon ses membres, le style musical est mieux représenté dans cette langue. L'album est entièrement produit par les membres du groupe, comptant sur le mastering de Gustavo Fourcade pour le morceau Steps Ahead Sounds.
L'album compte deux singles ; le premier s'intitule About Ranple, qui est soutenu par le second, Evergreen. Les singles sont publiés avec leurs clips respectifs, tous deux réalisées par Sebastián Díaz de Pentafilms. Le groupe le présente dans différents bars, pubs, centres culturels et événements de La Plata, et à certains endroits de Buenos Aires.

### Florida

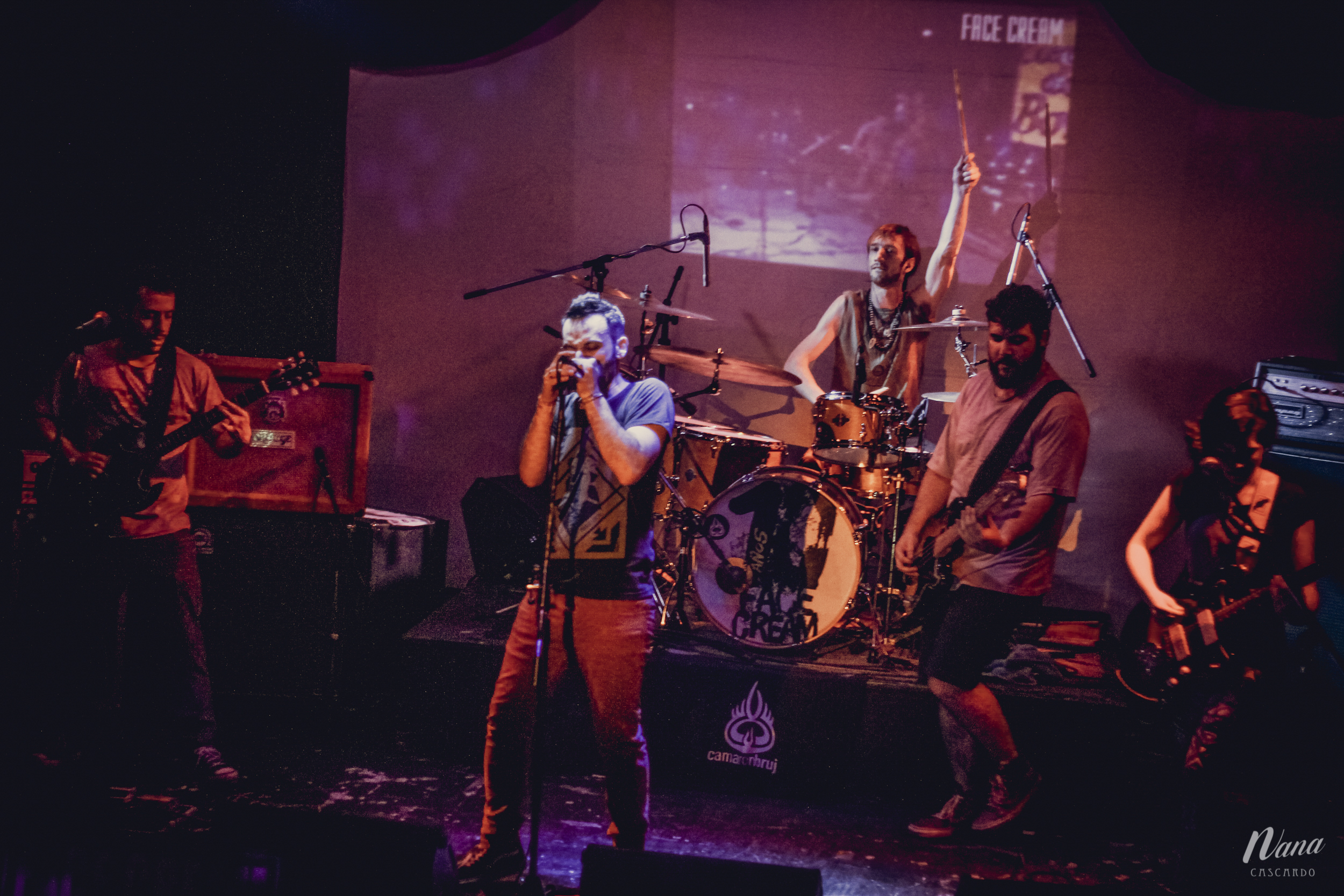
Face Cream fêtant ses 10 ans de carrière.

L'album Florida, sorti en Argentine en février 2014, est leur deuxième album, et le titre du morceau homonyme. Il est produit par Hernán Agrasar (nommé pour les Carlos Gardel Awards 2013 pour son travail avec Utopians). Il est enregistré aux Studios ION et Fuera del Túnel, mixé et masterisé aux Revolver Mix et Puro Mastering.
L'album s'éloigne du grunge et s'ouvre sur le rock alternatif avec un peu de punk rock, ajouté à un changement très marqué en termes de langue ; il est, contrairement à ses prédécesseurs, entièrement chanté en espagnol, dans le but de toucher le public hispanophone de toute l'Amérique du Sud. L'album est soutenu par une tournée à travers le pays. Le premier single s'intitule Florida, dont le clip est réalisé par Berta Muñiz de Farsa Producciones. Le deuxième single s'intitule Pendiente, dont le clip est réalisé par Ainara Marino (Let's Risk It Photography). La couverture de l'album est réalisée par Valentino Tettamanti. Édité indépendamment, Florida est distribué par Universal Music/Tommy Gun Records. 
En mai 2014, ils sont récompensés au concours RockBA, organisé au Club La Trastienda, où ils ont eu comme jury, entre autres, Lula Bertoldi d'Eruca Sativa. Pour cette raison, ils sont invités à jouer au Festival Ciudad Emergente 2014, en juin au Centre Culturel Recoleta. Le concert est diffusé en direct - en streaming - par Vorterix Rock.
En octobre la même année, ils sont finalistes de la première édition du concours Camino a Abbey Road, où ils obtiennent la deuxième place au Samsung Studio, qui compte comme jury Zeta Bosio (ex-Soda Stereo), Richard Coleman (soliste et ancien membre du groupe de Gustavo Cerat), Juanchi Baleiron de Los Pericos, Walas de Massacre, et Diego Poso de La 100. En récompense, ils ont l'occasion d'enregistrer dans un studio à Buenos Aires, et de mixer les morceaux aux studios Abbey Road.
En 2015, ils participent à des shows très importants comme le Ciudad Del Rock avec Illya Kuryaki and the Valderramas, Kapanga, Carajo et Eruca Sativa. Toujours au festival Ciudad Emergente 2015, et dans un side-show du Lollapalooza Argentina avec le groupe canadien Three Days Grace,.
En juillet 2016, ils participent à la première édition du Festival Provincia Emergente, organisé au stade Ciudad de La Plata, où ils partagent la scène principale avec Eruca Sativa, Carajo, Sig Ragga, Los Brujos et Dread Mar-I,.

### Plan
En juillet 2016, ils publient un EP intitulé Plan, qui est édité et distribué par le label Geiser Discos, de PopArt Music. L'enregistrement est réalisé aux Studios Panda et aux Spector Studios à Buenos Aires, et est produit par Hernán Agrasar, et mixé aux studios Abbey Road à Londres par Chris Bolster. Le mastering est effectué par Alex Wharton. La couverture de l'album est réalisée par Martín Hoare. Le premier single s'intitule Rivales, suivi de Disuelto,,,,.

## Membres

### Membres actuels
- Gastón Mateos - basse
- Stephanie Prez - guitare, chœurs
- Jeremías Estive - batterie
- Diego Cosentini - guitare
- Franco Postiglione - chant

### Ancien membre
- Federico Postiglione - batterie

## Discographie
- 2011 : Úvula
- 2014 : Florida
- 2016 : Plan (EP)

## Videographie
- About Ranple (2011), réalisé par Sebastián Díaz - Pentafilms
- Evergreen (2012), réalisé par Sebastián Díaz - Pentafilms
- Florida (2014), réalisé par Berta Muñiz - FARSA Producciones
- Pendiente (2015), réalisé par Ainara Marino - Let's Risk It Photography
- Captura (2015), réalisé par Matías Farías - Let's Risk It Photography
- Rivales (2015), réalisé par Ainara Marino - Let's Risk It Photography
- Disuelto (2016), réalisé par  Ainara Marino - Let's Risk It Photography